# Igor Vetokele
Igor Mavuba Vetokele (født 23. marts 1992 i Luanda i Angola) er en belgisk fodboldspiller, der spiller i Sint-Truidense på leje fra Charlton Athletic F.C..
Han har tidligere spillet for KAA Gent og Cercle Brugge, inden han i august 2012 underskrev en kontrakt med F.C. København med udløb i sommeren 2016..
Han fik sin debut for F.C. København i slutningen af den forlængede spilletid i en UEFA Champions League kvalifikationskamp på udebane mod franske Lille OSC. I Superligaen fik han debut den 15. september 2012 i en hjemmekamp mod FC Nordsjælland, da han blev indskiftet efter 70 minutter. Ét minut senere scorede han til stillingen 1-1. Han opnåede i første sæson for klubben (2012/13) 15 kampe i Superligaen, men blev i sin anden sæson (2013/14) fast mand og opnåede 29 kampe og 13 mål, hvilket gjorde ham til klubbens topscorer.

## Landsholdskarriere
Igor Vetokele har spillet en række kampe for diverse belgiske ungdomslandshold. Da han er født i Angola, har han dog mulighed for at vælge at spille for Angolas fodboldlandshold. I maj måned 2014 oplyste Vetokele, at han agtede at spille en række testkampe for Angola.